# Nguyễn Đức Soát
Nguyễn Đức Soát (Hanoi, 24 giugno 1946) è un generale e aviatore vietnamita, asso dell'Aeronautica Popolare Vietnamita durante la Guerra del Vietnam.
Ha fatto parte del 921º reggimento caccia, a bordo del suo Mikoyan-Gurevich MiG-21 ha conseguito sei uccisioni durante la guerra del Vietnam, risultando il quarto pilota a pari merito per numero di aerei statunitensi abbattuti.